# Piranha 3DD
Piranha 3DD (Brasil: Piranha 2) é um filme norte-americano de terror e comédia de 2012, é a continuação do filme Piranha 3D. O filme seria lançado ainda em 2011, mas após uma série de adiamentos, a nova data estabelecida para o lançamento no Brasil é de 17 de agosto de 2012, pelo Imagem Filmes. Nos EUA, o filme estreou no dia 23 de Junho.

## Sinopse
Um ano após os eventos do Lago Victoria, uma campanha de erradicação deixou o lago inabitável e a principal fonte é o turismo. Em um lago próximo, dois fazendeiros; Clayton (Gary Busey) e Mo (Clu Gulager) entram na água para recuperar o corpo de uma vaca. Porém eles acabam libertando um cardume de piranhas, que os matam. No dia seguinte, Maddy (Danielle Panabaker) volta para a casa, no parque aquático em que é co-proprietária e descobre que seu padrasto Chet (David Koechner), planeja adicionar uma seção temática adulta no parque, com strippers. Durante a noite, Maddy encontra velhos amigos, como o ex-namorado policial Kyle (Chris Zylka), Barry (Matt Bush),que secretamente tem uma queda por ela; e suas amigas Shelby (Katrina Bowden) e Ashley (Meagan Tandy).Em seguida, Shelby vai com seu namorado Josh (Jean-Luc Bilodeau), nadar nus no lago. Durante o processo, uma piranha entra na vagina de Shelby. Do outro lado do lago, Ashley está com seu namorado Travis (Paul James Jordan) em uma van, e acidentalmente eles puxam o freio de mão, fazendo com que a van despenque no lago. A van começa a afundar, e Ashley consegue subir em cima dela, para pedir ajuda, mas Travis é morto pelas piranhas, e logo em seguida, Ashley também.No próximo dia, sem noticia dos amigos, Shelby fica desesperada e Maddy vai consolá-la. Enquanto elas estão sentadas sobre um píer, piranhas atacam as duas, e Shelby cai na água. Maddy e Shelby conseguem sair do lago, vivas, mas uma piranha pula em direção a Maddy, e Shelby e ela a matam. Maddy, Kyle e Barry levam a piranha para Mr. Goodman (Christopher Lloyd), e eles descobrem que as piranhas talvez estejam entrando pelos encanamentos.Enquanto Josh e Shelby fazem sexo, a piranha na vagina de Shelby morde o pênis de Josh e ele o corta. Descobre - se também que Chet está bombeando água do rio, para o parque. "Big Wet" abre logo cedo no dia seguinte. Entre os convidados estão Vice Xerife Fallon (Ving Rhames), que sobreviveu mas perdeu as pernas, e Drew Cunningham (Paul Scheer) que também sobreviveu. David Hasselhoff também aparece como salva vidas. Maddy descobre a ligação entre o lago e o parque, e tenta fechá-lo, mas é impedida por Kyle. Então, as piranhas começam a atacar matando vários banhistas e o salva vidas. Hasselhoff salva um pequeno garoto e se julga como um verdadeiro salva vidas. Durante o caos, Chet tenta fugir, mas acaba sendo decapitado por um cabo. Barry começa a escoar as piscinas e Maddy que foi salvar pessoas na água, acaba ficando presa na sucção e é arrastada para baixo. Barry a salva, e os dois se beijam. Um outro funcionário, Big Dave (Adrian Martinez), derrama gasolina e um conjunto iluminado nos canos. A explosão resultante mata maior parte das piranhas, e um tridente esmaga Kyle. Porém, logo após, Maddy recebe um telefonema de Mr. Goodman, que diz que as piranhas podem se mover em terra firme. Então, uma piranha decapita um garoto que tirava fotos dela.

## Elenco
- Danielle Panabaker - Maddy
- Matt Bush - Barry
- David Koechner - Chet
- Steven R. McQueen - Jake
- Chris Zylka - Kyle
- Katrina Bowden - Shelby
- Gary Busey como Clayton
- Christopher Lloyd como Mr. Goodman.
- David Hasselhoff como ele mesmo.
- Adrian Martinez - Big Dave
- Paul Scheer - Drew
- Clu Gulager - Mo
- Jean-Luc Bilodeau - Josh
- Meagan Tandy - Ashley
- Paul James Jordan - Travis